# Jos
Jos je moško osebno ime.

## Izvor imena
Ime Jos je skrajšana različica nemškega imena Jost, slovensko  Jošt.

## Pogostost imena
Po podatkih Statističnega urada Republike Slovenije je bilo na dan 31. decembra 2007 v Sloveniji število moških oseb z imenom Jos: 5.